# Cirrhitus pinnulatus
Cirrhitus pinnulatus är en fiskart som först beskrevs av Forster, 1801.  Cirrhitus pinnulatus ingår i släktet Cirrhitus och familjen Cirrhitidae. Inga underarter finns listade i Catalogue of Life.